# Aldea del Rey (kommun)
Aldea del Rey är en kommun i Spanien.   Den ligger i provinsen Provincia de Ciudad Real och regionen Kastilien-La Mancha, i den centrala delen av landet, 190 km söder om huvudstaden Madrid. Antalet invånare är 1 944. Arean är 154 kvadratkilometer. Aldea del Rey gränsar till Almagro, Argamasilla de Calatrava, La Calzada de Calatrava, Granátula de Calatrava, Puertollano och Villanueva de San Carlos. 
Terrängen i Aldea del Rey är kuperad åt sydväst, men åt nordost är den platt.